# Рогульник ханкайский
Водяной орех ханкайский — однолетнее водное растение; вид рода Рогульник семейства Дербенниковые (раньше — Водноореховые).
Природный ареал ограничен Ханкайским районом Приморского края, встречается в окрестности села Троицкое (близ устья реки Комиссаровки), и села Комиссарово.
Растёт в озёрах, заводях и старицах медленно текущих рек. У растения характерный плод, внешне напоминающий голову быка, с одним крупным крахмалистым семенем.
Стебель находится под водой, развивается весной из плода и достигает поверхности воды. Корни расположены на погружённом в воду стебле и имеют вид подводных листьев.
Плод двурогий, 4,0-5,5 см шириной и 1,5-1,7 см высотой, веретеновидный.